# سفارة ليبيا في واشنطن العاصمة
سفارة ليبيا في الولايات المتحدة هي التمثيلية الرسمية وسفارة ليبيا في الولايات المتحدة.

## مقالات ذات صلة
- سفارة ماليزيا في واشنطن العاصمة
- سفارة روسيا في واشنطن العاصمة
- سفارة كرواتيا في واشنطن العاصمة